# 허은정
허은정(1990년 10월 20일 ~ )은 대한민국의 배우이다. 2012년 7월부터 9월까지 E.J라는 예명으로 걸 그룹 타히티에서 활동하였다.

## 연기 활동

### 드라마
- 2011년 KBS2 월화 미니시리즈 《강력반》
- 2014년 MBC 주말드라마 《장미빛 연인들》
- 2015년 TV조선 & tvN 단막극 《위대한 이야기 - 김시스터즈》 ... 민자 역
- 2017년 KBS2 월화 미니시리즈 《완벽한 아내》 ... 손유경 역
- 2017년 웹드라마 《악동탐정스》 ... 장윤지 역
- 2017년 SBS 아침연속극 《해피시스터즈》 ... 이세란 역

### 뮤직비디오
- 연규성 - 미쳐버릴 것 같아